# Immanuel ben Solomon
Immanuel ben Solomon (ur. ok. 1265, zm. ok. 1330) – poeta żydowski, urodzony w Rzymie. Przyjaciel Dantego (twórczość ben Solomona wykazuje jego wpływy). Wczesne studia ben Solomona obejmowały matematykę, filozofię oraz komentarze do przysłów, psalmów, ksiąg biblijnych. Sławę ben Solomon zyskał głównie dzięki stworzonym przez siebie poematom. Szczególnie znany był ich zbiór o nazwie Mechabberot (27 satyr dotyczących życia Żydów). Tematy religijne i świeckie przeplatają się, w jego twórczości nie brakuje też specyficznego podtekstu erotycznego. Najbardziej popularna część twórczości Solona to dodatkowy dział dopisany do Mechabberot pod numerem 28 zatytułowany "Raj i piekło" (hebr. ha Tofet we ha Eden). Poeta jest tu prowadzony przez osobę o imieniu Daniel (identyfikowany z Dantem) poprzez królestwo cierpień i rozkoszy, obrazy i komentarze ben Solomona są tu dowcipne i bardzo realistyczne.